# Трг Николе Пашића
| Трг · Николе Пашића | Трг · Николе Пашића                                |
| ------------------- | -------------------------------------------------- |
|                     |                                                    |
| Општина             | Стари град (Београд)                               |
| Почетак             | Улица Нушићева (Београд), Дечанска улица, Теразије |
| Крај                | Трг Николе Пашића                                  |
| Створена            | 1953.                                              |
| Названа             | 1998.                                              |
| Стари називи        | Трг Маркса и Енгелса                               |
|                     |                                                    |
|                     |                                                    |
| Трг Николе Пашића   |                                                    |

Трг Николе Пашића је централни градски трг у Београду, Србија. Налази се на простору између Теразија, Булевара краља Александра и Дечанске улице, у општини Стари град и то је најмлађи трг у граду. Изграђен је 1953. када је на њему изграђен и водоскок.

## Име
Назван је по једном бившем градоначелнику Београда, Николи Пашићу, који је пре Другог светског рата био и премијер Краљевине Срба, Хрвата и Словенаца.
Први назив овог трга је био Трг Маркса и Енгелса - по Карлу Марксу и Фридриху Енгелсу, главним комунистичким идеолозима. Овај назив трг је носио до 1997. године, када је одлуком Скупштине града Београда тргу одређен нов назив. Исте године преименоване су и улице које окружују трг - Булевар Револуције (данас Булевар краља Александра) и улица Моше Пијаде (данас Дечанска улица).

## Историја
У првој половини 19. века, на простору овог трга је била пуста ливада, коју је пресецао Цариградски друм. После Првог светског рата, на овом простору су се углавном налазиле приземне и једноспратне куће. Зграда Аграрне банке је изграђена 1934, Палата пензионог фонда уз Теразије 1939. Између њих су биле приземна кафана "Топола", на шпицу преко пута Аграрне банке, где се данас налази фонтана, и зграда на спрат, раније Окружног суда. У 1939. пробијена је улица између Палате пензионог фонда и бившег Окружног суда, веза између Краља Александра и Пашићеве (Нушићеве), а пробијане су и још две улице управно на Дечанску. Било је предвиђено да на месту "Тополе" буде нова палата Народне банке. Али банка је одустала од тога и догодине продала плац Београдској општини.
Формирање трга је почело после Другог светског рата, када су порушене старе зграде, премештена трамвајска окретница, постављен водоскок и уклоњена ограда испред дома Народне скупштине. По пројекту је планирано да се овај део града отвори као пешачка зона и да буде пријатнији за грађане. Дом синдиката је изграђен 1957.
На тргу се до 1987. налазио паркинг. На лето те године, до септембра, обављено је преуређење по идејном решењу арх. Олге Милићевић-Николић и инж. хортикултуре Милене Матић, када је трг добио зелене површине, клупе, фонтану и басен, и поплочан црвеним плочицама. Тада се мислило да је ово само привремен изглед, јер се очекивало да ће за "15 година" овде бити метро-станица.
Центром трга доминира једна од највећих фонтана у Србији, која се налази испред Историјског музеја Србије. Неки делови трга представљају пешачку зону, док су неки делови отворени за саобраћај. У одређеним терминима, делови пешачке зоне се претварају у мини сајмове или се на њима одржавају спортске манифестације.
На Тргу је 1998. године откривен споменик Николи Пашићу, рад вајара Зорана Ивановића. Споменик је од бронзе, висине 420 cm.

## Живи свет
Најважније птице гнездарице трга и околине су домаћи голуб, врабац покућар, сива врана, ветрушка и црна чиопа. У оближњем Пионирском парку се гнезде и голуб гривнаш и велика сеница, чија песма може да се чује са трга.